# Eremobates hystrix
Eremobates hystrix är en spindeldjursart som först beskrevs av Cândido Firmino de Mello-Leitão 1942. 
Eremobates hystrix ingår i släktet Eremobates och familjen Eremobatidae. Inga underarter finns listade i Catalogue of Life.